# 恵庭市立和光小学校
恵庭市立和光小学校（えにわしりつ わこうしょうがっこう）は、北海道恵庭市和光町2丁目に所在する公立小学校。
児童 800名（2022年現在）

## 概要
和光小学校は、2つの読書活動と寄付活動に力を入れている。
読書活動は2006年から朝読書として毎週月、水、木に、８時15分から、8時30分まで本を読む
寄付活動はプルタブ、キャップ、ベルマークの3つの単語の頭2文字ずつ取ったプルキャベルショップとして寄付活動を行っている。2002年にはプルタブ寄付活動で車椅子1台を初寄贈してから、毎年1台を恵庭市社会福祉協議会に寄贈している。ベルマーク寄付活動により和光小学校の本購入に役立っている。

## 沿革

### 年表
- 1970年 - 開校認可
- 1971年 - 恵庭市立和光小学校開校、教育目標制定、校章制定
- 1973年 - 校歌制定
- 1978年 - 屋外プール完成
- 1983年 - プール上屋完成
- 1988年 - 新体育館完成
- 2000年 - 校舎大規模増築改修工事（児童玄関増設など）
- 2002年 - 車椅子を恵庭市社会福祉協議会に初寄贈
- 2004年 - 学校図書館司書が初配置
- 2006年 - 朝読書開始
- 2007年 - 2学期制が開始
- 2008年 - 校舎改修工事（特別教室を普通教室2に転用など）
- 2010年 - 校舎増築工事（普通教室10、図書室、多目的ホールなど）
- 2011年 - プール改修

## 教育目標
- 深く 考える子ども （考究）知育 [3]
- 明るく 思いやりのある子ども （慈愛）徳育 [3]
- 強く たくましい子ども （強健）体育 [3]

## 児童会活動
児童会書記局（校内では書記局と呼称）によって児童会が執行され、毎年書記局主催のいじめについての集会なども行われる。
児童会書記局
- 会長 1名
- 副会長 2名
- 書記長 1名
- 書記 2名

児童委員会
- 放送委員会
- 生活委員会
- 美化委員会
- 文化委員会
- 保体委員会
- おこさ委員会 - 挨拶の「『お』はよう、『こ』んにちは、『さ』ようなら」のおこさ運動を推進。

## 通学区域
和光小学校の通学区域は以下の通り。
- 恵南
- 戸磯
- 駒場町
- 和光町
- 黄金南
- 住吉町1-2丁目（5番-）
- 住吉町3-4丁目
- 相生町（183番地-）
- 上山口（488番地-494番地、563番地-579番地、621番地-634番地、646番地-649番地、670番地-673番地）

## 進学先中学校
- 恵庭市立恵庭中学校
- 恵庭市立恵明中学校

## 交通
- JR千歳線恵庭駅より徒歩14分
- 黄金南から徒歩30分
- 駒場から徒歩40分